# STOAG Stadtwerke Oberhausen
Die STOAG Stadtwerke Oberhausen ist ein Verkehrsunternehmen für den ÖPNV in der nordrhein-westfälischen Stadt Oberhausen und Mitglied im Verkehrsverbund Rhein-Ruhr.

## Geschichte

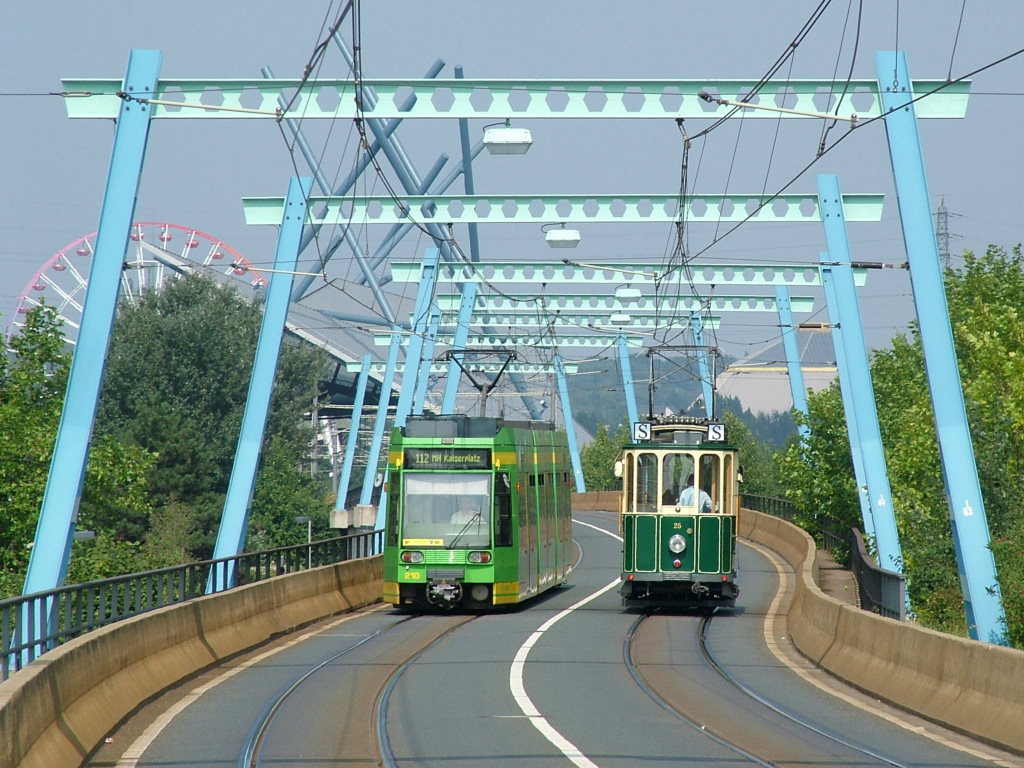
Geschichte und Gegenwart: Treffen der Straßenbahn-Generationen auf der neuen ÖPNV-Trasse Oberhausen

Das Unternehmen wurde lange in der Rechtsform einer Aktiengesellschaft (AG) geführt, bis es zum 31. Dezember 2012 in eine Gesellschaft mit beschränkter Haftung (GmbH) umgewandelt wurde. Hauptgrund hierfür war, dass die Stadt Oberhausen als alleiniger Gesellschafter einer GmbH eine erweiterte Einflussmöglichkeit hat.

## Fuhrpark

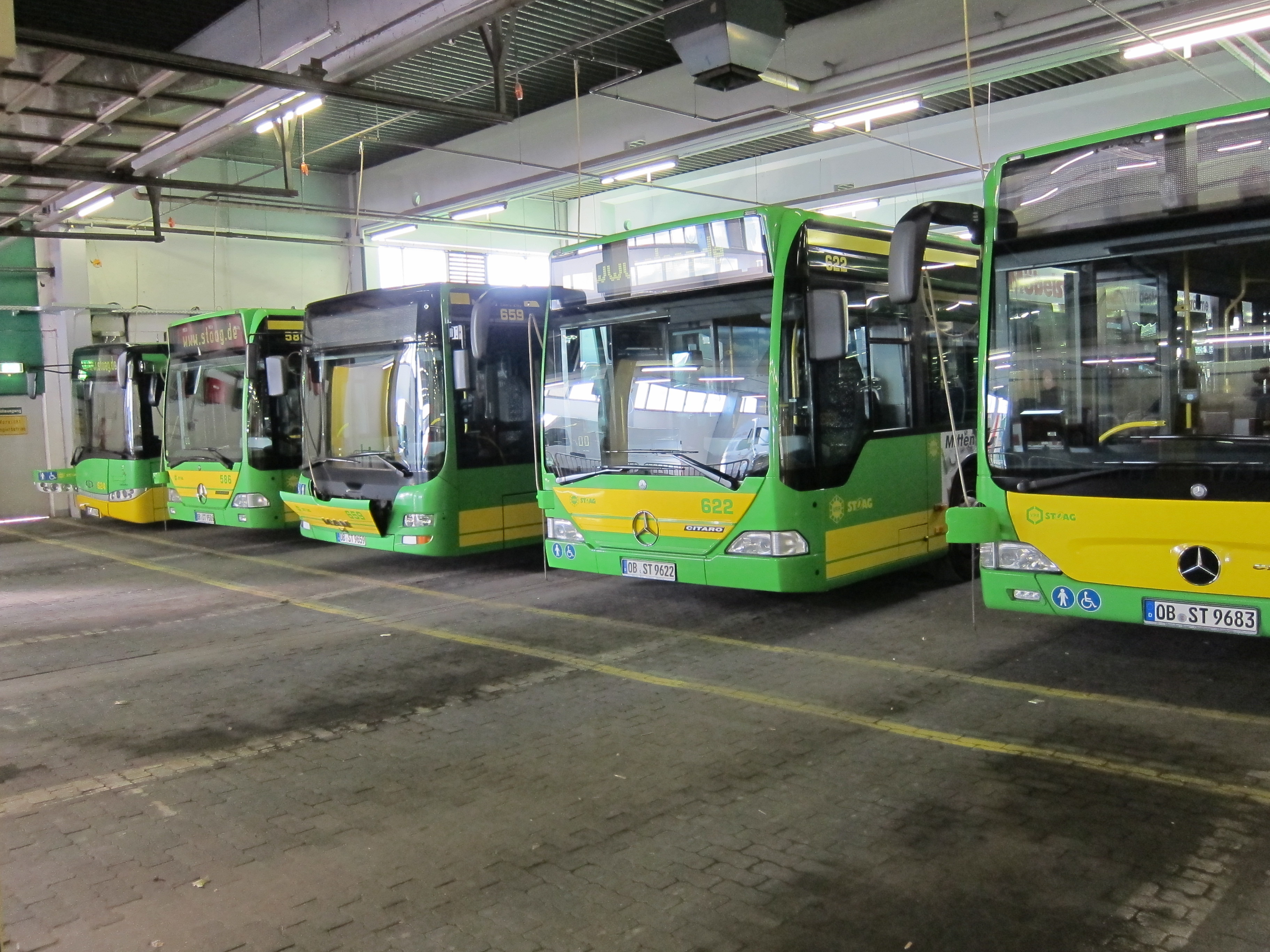
Busse der STOAG

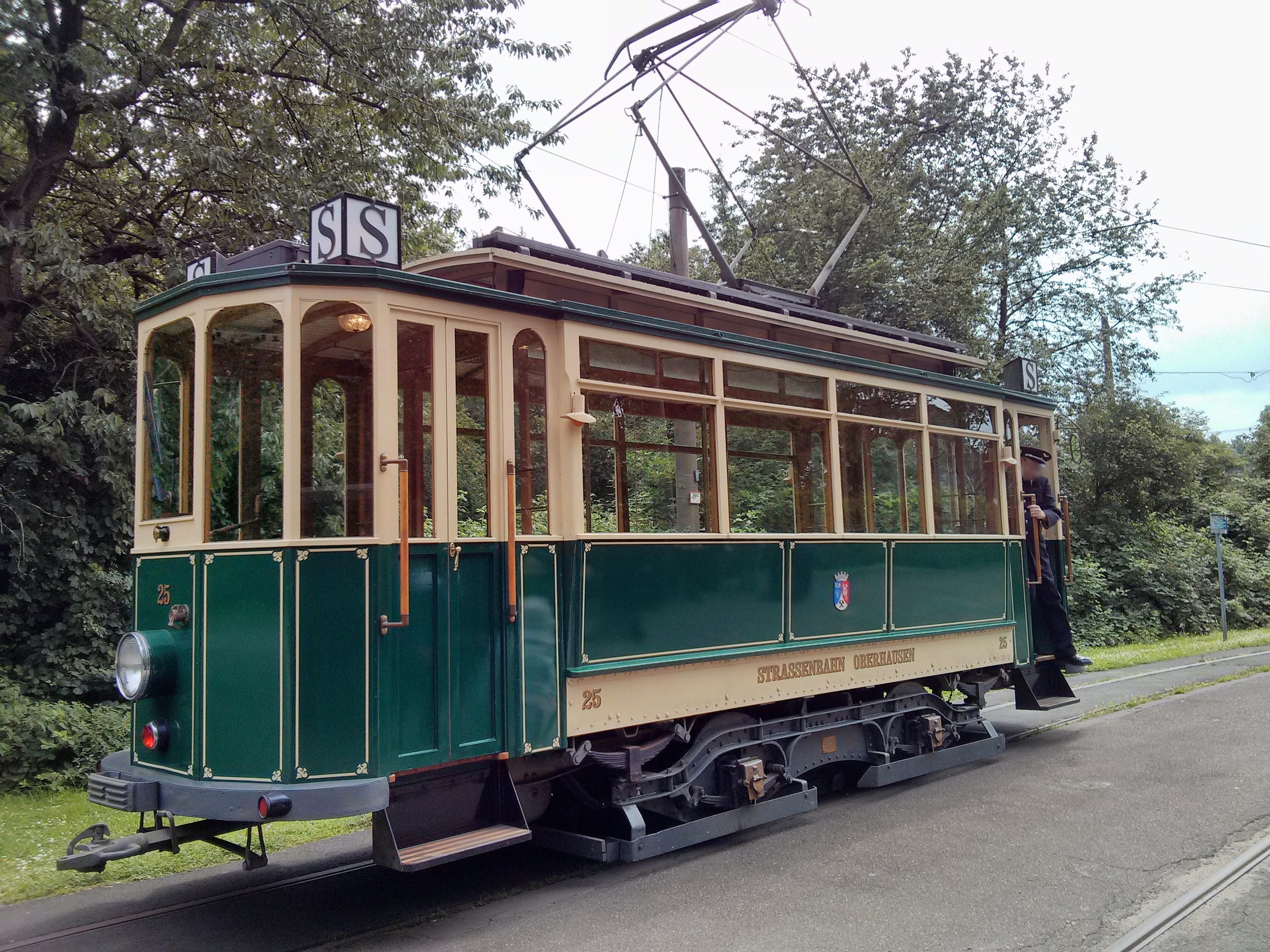
TW 25

Der Bus- und Bahnfuhrpark der STOAG. Gelistet wird nach Baujahr. (Stand: Dezember 2024)
| Anzahl | Wagennummer | Hersteller     | Typ                         | Baujahr |
| ------ | ----------- | -------------- | --------------------------- | ------- |
| 1      | 25          | Herbrand       | 14-31                       | 1899    |
| 6      | 205–210     | Siemens-DUEWAG | NF6D                        | 1996    |
| 8      | 659–666     | MAN            | NL 280 (Lion’s City)        | 2009    |
| 4      | 667–670     | Mercedes-Benz  | Citaro G Facelift           | 2010    |
| 13     | 671–683     | Mercedes-Benz  | Citaro Facelift             | 2010    |
| 8      | 684–691     | Mercedes-Benz  | Citaro Facelift             | 2011    |
| 2      | 692–693     | MAN            | NL 253 (Lion’s City Hybrid) | 2011    |
| 7      | 694–700     | Mercedes-Benz  | Citaro Facelift             | 2012    |
| 12     | 701–712     | Mercedes-Benz  | Citaro Facelift             | 2013    |
| 4      | 713–716     | Mercedes-Benz  | Citaro G Facelift           | 2013    |
| 2      | 717–718     | Solaris        | Urbino 12 Electric          | 2014    |
| 4      | 719–722     | MAN            | NL 293 (Lion’s City)        | 2017    |
| 6      | 723–728     | MAN            | NG 323 (Lion’s City G)      | 2017    |
| 5      | 729–733     | Mercedes-Benz  | Citaro C2                   | 2017    |
| 10     | 734–743     | Mercedes-Benz  | Citaro C2 G                 | 2017    |
| 16     | 744–759     | Mercedes-Benz  | Citaro C2 G                 | 2018    |
| 3      | 760–762     | VDL            | Citea SLF-E 120             | 2019    |
| 13     | 764–776     | MAN            | Lion’s City 18              | 2020    |
| 8      | 777-784     | MAN            | Lion’s City 12              | 2020    |
| 7      | 785-791     | MAN            | Lion’s City 18              | 2020    |
| 15     | 792-806     | VDL            | Citea LF-122                | 2022    |
| 3      | 807-809     | Mercedes-Benz  | Citaro C2                   | 2023    |

## Linienübersicht
Die Linienübersicht enthält neben den Linien der Stadtwerke Oberhausen auch Linien der Nachbarbetriebe, die im Stadtgebiet Oberhausen verkehren und keine Gemeinschaftslinien sind. (Stand: 9. Juni 2019)

### Schnellbus- und Straßenbahnlinien
| Linie | Linienweg | Takt Mo–Fr (HVZ)                                                                                                   | Takt Sa (HVZ) | Takt So (HVZ) | Betreiber                         |
| ----- | --- | --- | ------------- | ------------- | --------------------------------- |
| X42   | Oberhausen Hbf – Neue Mitte Oberhausen – OB-Sterkrade Bf – OB-Elpenbachstraße – Bottrop-Fuhlenbrock – Bottrop-Grafenwald Schneiderstraße – Kirchhellen Schulze-Delitzsch-Straße \| – Dorsten ZOB \| – Feldhausen Bf – Movie Park Linie verkehrt zwischen Sterkrade Bf und Oberhausen Hbf über die ÖPNV-Trasse Oberhausen                           | 30 min (Oberhausen Hbf - BOT-Kirchhellen) 60 min (BOT-Kirchhellen – Dorsten) 60 min (BOT-Kirchhellen – Movie Park) | 30            | 60            | STOAG/Vestische (Urban Reisen8)   |
| SB90  | Holten Markt – OB-Holten Bf – Schmachtendorf Heinrich-Böll-Gesamtschule – Alsfeld Jägerstr. – Ludwigshütte – OB-Sterkrade Bf – OLGA-Park – Neue Mitte Oberhausen – Oberhausen Hbf – Alstaden – Ruhrpark – Mülheim-Styrum Linie verkehrt zwischen Sterkrade Bf und Oberhausen Hbf über die ÖPNV-Trasse Oberhausen                                   | 20 min | 30            | 30            | STOAG                             |
| SB91  | Bero-Zentrum – Oberhausen Hbf – Neue Mitte Oberhausen – OB-Osterfeld Süd Bf – Bottrop ZOB Berliner Platz – Bottrop-Eigen Markt – Gladbeck-Ellinghorst – Gladbeck Goetheplatz – Gladbeck-Ost Bf – Gelsenkirchen-Buer, Königswiese – Gelsenkirchen-Buer Rathaus Linie verkehrt zwischen OLGA-Park und Oberhausen Hbf über die ÖPNV-Trasse Oberhausen | 10 min (Bero-Zentrum–Bottrop ZOB) 20 min (Bottrop ZOB–Buer)                                                        | 15 (30)       | 30            | STOAG/Vestische (Urban Reisen1,2) |
| SB92  | KönigshardtFalkestr. – Tackenberg – Klosterhardt – Rothebusch – Osterfeld Mitte – OLGA-Park – Neue Mitte Oberhausen – Oberhausen Hbf – Styrum – Alstaden – Fröbelplatz Linie verkehrt zwischen OLGA-Park und Oberhausen Hbf über die ÖPNV-Trasse Oberhausen                                                                                        | 20 min | 30            | 30            | STOAG                             |
| SB93  | Tackenberg – Klosterhardt – Rothebusch – Osterfeld Mitte – OLGA-Park – Neue Mitte Oberhausen – Bismarckstraße – Oberhausen Hbf – Bero-Zentrum Süd – DU-Obermeiderich Bf – Alstaden Fröbelplatz Linie verkehrt zwischen OLGA-Park und Lipperfeld über die ÖPNV-Trasse Oberhausen                                                                    | 20 min | 30            | 60            | STOAG                             |
| SB94  | Essen-Frintrop Unterstraße (Anschluss an Straßenbahnlinie 105) – Stadtgrenze Essen – Marienburgstraße – Rathaus – Oberhausen Hbf – Bero-Zentrum – Lirich – Buschhausen Mitte – OB-Sterkrade Bf – Osterfeld Mitte – OB-Osterfeld Süd Bf – Marina/Sea-Life                                                                                           | 20 min | 30            | 30            | STOAG (Urban Reisen1)             |
| SB97  | OB-Sterkrade Bf – Buschhausen Mitte – Lirich – Bero-Zentrum – Oberhausen Hbf – Anne-Frank-Realschule (verkehrt nicht während der Sommerferien) | 20 min7 | 30            | –             | STOAG                             |
| SB98  | Königshardt Falkestr. – Walsumermark – Schmachtendorf – Alsfeld Jägerstr. – Ludwigshütte – OB-Sterkrade Bf – OLGA-Park – Neue Mitte Oberhausen – Oberhausen Hbf – Bero-Zentrum – Rehmer – Alstaden Fröbelplatz Linie verkehrt zwischen Sterkrade Bf und Oberhausen Hbf über die ÖPNV-Trasse Oberhausen                                             | 20 min | 30            | 30            | STOAG                             |
| 112   | OB-Sterkrade, Neumarkt – OB-Sterkrade Bf – OLGA-Park – Neue Mitte Oberhausen – Oberhausen Hbf – Landwehr – Mülheim-Styrum – Mülheim-West – Friedrich-Ebert-Straße – Mülheim Stadtmitte – Mülheim Kaiserplatz – Oppspring – Hauptfriedhof Linie verkehrt zwischen Sterkrade und Oberhausen Hauptbahnhof über die ÖPNV-Trasse Oberhausen.            | 20 min | 15            | 30            | STOAG/Ruhrbahn                    |

### Aussicht – Linie 105
| Streckenlänge: | 3,7 km              |                                                                              |                                                                              |
| Spurweite: | 1000 mm (Meterspur) |                                                                              |                                                                              |
| Stromsystem: | 750 V =             |                                                                              |                                                                              |
| |                     |                                                                              |                                                                              |
| \| \| \| 112 105 Straßenbahnstammstrecke in Richtung Oberhausen Hauptbahnhof und \| \| \| \| \| \| \| \| \| \| \| \| \| \| \| 112 105 in Richtung OB-Sterkrade, Neumarkt \| \| \| \| \| \| \| \| \| \| CentrO[5][A 1] \| \| \| \| \| Osterfelder Straße[A 2] \| \| \| \| \| Stahlwerk \| \| \| \| \| Oberhausen West–Essen-Altenessen \| \| \| \| \| Oberhausen-Stahlwerksgelände (geplant) \| \| \| \| \| Oberhausen Hbf–Essen-Altenessen \| \| \| \| \| Lipperheidebaum \| \| \| \| \| Ende ÖPNV-Trasse Linie 105 \| \| \| \| \| \| \| \| \| \| Ab hier verkehrt die Linie 105 in Randlage der B 231 von Duisburg nach Essen \| \| \| \| \| \| \| \| \| \| Hausmannsfeld \| \| \| \| \| Stadtgrenze Oberhausen/Essen \| \| \| \| \| Essen-Unterstraße \| \| \| \| \| 105 Richtung Essen \| \| |                     |                                                                              |                                                                              |
| U-Bahn-Abzweig quer, ehemals von links und ehemals von rechts |                     | 112 105 Straßenbahnstammstrecke in Richtung Oberhausen Hauptbahnhof und      | 112 105 Straßenbahnstammstrecke in Richtung Oberhausen Hauptbahnhof und      |
| |                     |                                                                              |                                                                              |
| |                     |                                                                              |                                                                              |
| U-Bahn-Strecke (außer Betrieb) |                     | 112 105 in Richtung OB-Sterkrade, Neumarkt                                   | 112 105 in Richtung OB-Sterkrade, Neumarkt                                   |
| |                     |                                                                              |                                                                              |
| U-Bahn-Bahnhof (Strecke außer Betrieb) |                     | CentrO                                                                       | CentrO                                                                       |
| U-Bahn-Bahnhof (Strecke außer Betrieb) |                     | Osterfelder Straße                                                           | Osterfelder Straße                                                           |
| U-Bahn-Bahnhof (Strecke außer Betrieb) |                     | Stahlwerk                                                                    | Stahlwerk                                                                    |
| U-Bahn-Kreuzung mit Eisenbahn geradeaus oben (Strecke geradeaus außer Betrieb) |                     | Oberhausen West–Essen-Altenessen                                             | Oberhausen West–Essen-Altenessen                                             |
| U-Bahn-S-Bahnhof (Strecke außer Betrieb) |                     | Oberhausen-Stahlwerksgelände (geplant)                                       | Oberhausen-Stahlwerksgelände (geplant)                                       |
| U-Bahn-Kreuzung mit Eisenbahn geradeaus oben (Strecke geradeaus außer Betrieb) |                     | Oberhausen Hbf–Essen-Altenessen                                              | Oberhausen Hbf–Essen-Altenessen                                              |
| U-Bahn-Bahnhof (Strecke außer Betrieb) |                     | Lipperheidebaum                                                              | Lipperheidebaum                                                              |
| U-Bahn-Grenze (Strecke außer Betrieb) |                     | Ende ÖPNV-Trasse Linie 105                                                   | Ende ÖPNV-Trasse Linie 105                                                   |
| |                     |                                                                              |                                                                              |
| U-Bahn-Strecke (außer Betrieb) |                     | Ab hier verkehrt die Linie 105 in Randlage der B 231 von Duisburg nach Essen | Ab hier verkehrt die Linie 105 in Randlage der B 231 von Duisburg nach Essen |
| |                     |                                                                              |                                                                              |
| U-Bahn-Haltepunkt / Haltestelle (Strecke außer Betrieb) |                     | Hausmannsfeld                                                                | Hausmannsfeld                                                                |
| U-Bahn-Grenze (Strecke außer Betrieb) |                     | Stadtgrenze Oberhausen/Essen                                                 | Stadtgrenze Oberhausen/Essen                                                 |
| U-Bahn-Haltepunkt / Haltestelle |                     | Essen-Unterstraße                                                            | Essen-Unterstraße                                                            |
| U-Bahn-Strecke |                     | 105 Richtung Essen                                                           | 105 Richtung Essen                                                           |

| Linie | Linienweg |
| ----- | --- |
| 105   | Naturlinie 105: OB-Sterkrade Bf – \|Oberhausen Hbf – Neue Mitte Oberhausen – \| Marina/Sealife – Essen-Frintrop – Bedingrade – Abzweig Aktienstraße – Borbeck Süd Bf – Helenenstraße – U Berliner Platz – U Rheinischer Platz – U Rathaus Essen – U Essen Hbf – Essen Süd – Bergerhausen – Rellinghausen Finefraustraße Der Oberhausener Abschnitt sollte ursprünglich im Jahr 2018 in Betrieb genommen werden, was durch einen Ratsbürgerentscheid am 8. März 2015 verhindert wurde. |

Die Linie 105 endet derzeit (2014) noch in Essen-Frintrop an der Stadtgrenze zu Oberhausen und sollte voraussichtlich ab 2018 im Oberhausener Liniennetz verkehren. Sie sollte ab Haltestelle Gasometer abwechselnd alle 20 Minuten zum Hauptbahnhof bzw. nach Sterkrade verkehren. Ein Ratsbürgerentscheid am 8. März 2015 stoppte dies allerdings für mindestens zwei Jahre.
1. ↑  Alternativer Planungsname: Marina/Sea-Life
2. ↑  Alternativer Planungsname: Metronom Theater

### Stadtlinien
| Linie   | Linienweg | Takt Mo–Fr (HVZ)                                                    | Takt Sa/So | Betreiber                                           |
| ------- | --- | ------------------------------------------------------------------- | ---------- | --------------------------------------------------- |
| 26      | Kaufmännische Schulen – Dinslaken Bf – Hiesfeld Kirche – Oberhausen-Barmingholten – Im Hardtfeld | einzelne Fahrten an Schultagen                                      | –          | NIAG (Urban Reisen6)                                |
| 130     | Oberhausen, City Forum – Oberhausen Hbf – Oberhausen-Styrum – Mülheim-Styrum – Schloss Styrum – Mülheim Hbf – Mülheim Stadtmitte – Wasserstraße – Max-Planck-Institute – Oppspring – Mülheim Hauptfriedhof – Raadt – Flughafen Essen/Mülheim – Essen-Haarzopf Erbach – Fulerum Gemeindezentrum – Rhein-Ruhr-Zentrum                                                  | 20 min                                                              | 30/30      | STOAG/Ruhrbahn (Wohlgemuth8)                        |
| 136     | Oberhausen-Anne-Frank-Realschule – Oberhausen Hbf – Mülheim-Dümpten – Winkhausen – Heißen Kirche | 60 min                                                              | 60/60      | Ruhrbahn                                            |
| 143     | Borbeck Bf – Borbeck Lindnerpl. – Essen-Gerschede – Bedingrade – Essen-Frintrop – Oberhausen-Bermensfeld – Knappenmarkt – Bismarckstraße – Rathaus – Oberhausen Hbf – DU-Obermeiderich Bf – Oberhausen-Alstaden Fröbelplatz | 20 min 10 min (HVZ)                                                 | 30/30      | STOAG / Ruhrbahn/ (Reisedienst Nickel5,Wohlgemuth8) |
| 185     | Borbeck Bf – Borbeck Fürstäbtissinstr. – Bedingrade – Essen-Gerschede – Dellwig – Essen-Dellwig Bf – Essen-Frintrop – Neue Mitte Oberhausen | 20 min                                                              | 30/30      | Ruhrbahn/STOAG                                      |
| 263     | OB-Sterkrade Bf – Klosterhardt – Rothebusch Nord – Fuhlenbrock Geibelstr. – Bottrop ZOB Berliner Platz – Batenbrock Prosperstr. – Bottrop-Welheim – Essen-Karnap, Boyer Straße | 20 min                                                              | 30/30      | Vestische (Urban Reisen2)                           |
| 905/906 | Die Linie 905 verkehrt gegen und die Linie 906 im Uhrzeigersinn: Marxloh Pollmann – Fahrn Schwan – Alt-Walsum Friedhof – Overbruchstraße – Franz-Lenze-Platz – Walsum Rathaus – Duisburg-Wehofen – Oberhausen-Holten Markt – Duisburg-Wehofen – Marxloh Pollmann \|\| 30 min \|\| 30/30 \|\| Duisburger Verkehrsgesellschaft (Urban Reisen + Leineweber Autoreisen3) |                                                                     |            |                                                     |
| 908     | OB-Sterkrade Bf – Buschhausen Mitte – Duisburg-Neumühl – Obermarxloh – Hamborn St.-Johannes-Hospital \|\| 30 min \|\| 30/30 \|\| DVG (Urban Reisen3) |                                                                     |            |                                                     |
| 918     | Voerde Rathausplatz – Dinslaken Bf – Hiesfeld Kirche – Oberhausen-Barmingholten – OB-Holten Bf | 60 min                                                              | 60/120     | NIAG (Urban Reisen6)                                |
| 935     | OB-Sterkrade Bf – Buschhausen Friesen-/Beerenstraße – Duisburg-Röttgersbach – Marxloh Pollmann – Hamborn – Duisburg-Neumühl – Buschhausen Westmarkstraße – Oberhausen-Lirich – Bero-Zentrum – Oberhausen Hbf – Anne-Frank-Realschule \|\| 60 min \|\| 60/60 \|\| STOAG/DVG/BVR (Urban Reisen3,4)                                                                     |                                                                     |            |                                                     |
| 939     | Anne-Frank-Realschule – Oberhausen Hbf – Bero-Zentrum – Babcock Werk 1 – Obermeiderich Bf – Ruhrau – Werthacker – Schnabelhuck – Botanischer Garten – Neudorf – Duisburg Hbf Ost \|\| 60 min \|\| 60/60 \|\| STOAG/DVG (Der Homberger3) |                                                                     |            |                                                     |
| 952     | Everslohstraße – Königshardt – Alsbachtal – Alsfeld Dragonerstr. – OB-Sterkrade Bf | 20 min                                                              | 30/30      | STOAG (Wohlgemuth8)                                 |
| 953     | Bottrop-Fuhlenbrock Spechtstr. – Klosterhardt – Rothebusch – Osterfeld Mitte – OLGA-Park – Neue Mitte Oberhausen – Knappenmarkt – Bermensfeld – Dümpten – Schlad Wehrstr. Linie verkehrt zwischen OLGA-Park und Lipperfeld über die ÖPNV-Trasse Oberhausen | 60 min                                                              | 60/60      | STOAG (Wohlgemuth8)                                 |
| 954     | Walsumermark Hirschkamp – Neuköln – Brink – Walsumermark Eichsfeldstr. – Schmachtendorf – Waldhuck – Barmingholten – OB-Holten Bf – Holten Markt – Biefang Dienststraße – Buschhausen Friesen-/Beerenstraße – OB-Sterkrade Bf | 30 min                                                              | 30/60      | STOAG                                               |
| 955     | Schmachtendorf Heinrich-Böll-Gesamtschule – OB-Holten Bf – Siedlung Dunkelschlag – Alsfeld – OB-Sterkrade Bf – Buschhausen Mitte – Lirich – Bero-Zentrum – Oberhausen Hbf – Anne-Frank-Realschule | 60 min                                                              | 60/60      | STOAG                                               |
| 956     | Biefang Goerdelerstraße – Schwarze Heide – OB-Sterkrade Bf – Siedlung Eisenheim Zweigstraße – Schloss Oberhausen – TZU – Ziesakplaza – Marienkirche – Rathaus – Oberhausen Hbf – Dümpterkamp – Schlad Wehrstr. | 30 min                                                              | 30/60      | STOAG                                               |
| 957     | (Graßhofstraße – Waldteich –) Kiebitzstraße – OB-Sterkrade Bf – Osterfeld Mitte – OB-Osterfeld Süd Bf – Burg Vondern – Borbeck – Neue Mitte Oberhausen – TZU – Ziesakplaza – Marienkirche – Theater/Ebertbad – Oberhausen Hbf – Bebelstraße – Babcock Werk 1 – Tulpenstraße                                                                                          | 20/60 min (Graßhofstr.–Kiebitzstr.) 20 min (Kiebitzstr.–Tulpenstr.) | 30/30/(60) | STOAG (Urban Reisen1)                               |
| 960     | OB-Holten Bf – Schmachtendorf – Walsumermark – Königshardt – Kirchhellener Straße – Alsfeld Dragonerstr. – OB-Sterkrade Bf – OLGA-Park – Neue Mitte Oberhausen – Oberhausen Hbf – Rathaus – Knappenmarkt – Schlad Wehrstr. Linie verkehrt zwischen Sterkrade Bf und Oberhausen Hbf über die ÖPNV-Trasse Oberhausen                                                   | 20 min                                                              | 30/30      | STOAG                                               |
| 961     | Bottrop-FuhlenbrockSpechtstraße – Klosterhardt – St.-Antony-Hütte – Osterfeld Mitte – Aquapark – Neue Mitte Oberhausen – Mercure-Hotel – Bero-Zentrum – Oberhausen Hbf – Dümpterkamp – Schlad Wehrstr. | 60 min                                                              | 60/60      | STOAG (Wohlgemuth8)                                 |
| 962     | Elektrobuslinie: Kleekamp – Königshardt – Alsfeld – OB-Sterkrade Bf | 60 min                                                              | 60/60      | STOAG Elektrobuslinie                               |
| 966     | Elektrobuslinie: OB-Sterkrade Bf – Zweigstraße – Schloss Oberhausen – TZU – Ziesakplaza – John-Lennon-Platz – Oberhausen Hbf | 60 min                                                              | 60/60      | STOAG Elektrobuslinie                               |
| 976     | Königshardt Falkestr. – Tackenberg – OB-Sterkrade Bf – Buschhausen Mitte – Stadtwerke – Oberhausen Hbf – Styrum Nohlstr. – Schladschule – Schlad Wehrstr. – Mülheim-Dümpten Heifeskamp | 20 min                                                              | 30/30      | STOAG                                               |
| 979     | Elektrobuslinie: OB-Sterkrade Bf – Tackenberg – Bottrop-Fuhlenbrock – Bottrop ZOB Berliner Platz | 20 min                                                              | 30/30      | STOAG/Vestische Elektrobuslinie                     |
| 995     | Duisburg-Marxloh Pollmann – Obermarxloh – Duisburg-Neumühl – Buschhausen Westmarkstraße – Lirich – Bero-Zentrum – Oberhausen Hbf – Anne-Frank-Realschule \|\| 60 min \|\| 60/- \|\| STOAG/BVR (Urban Reisen4) |                                                                     |            |                                                     |

### Nachtexpress-Linien
| Linie | Linienweg | Takt   | Betreiber                                             |
| ----- | --- | ------ | ----------------------------------------------------- |
| NE1   | NachtExpress: Walsumermark Hirschkamp – Neuköln – Brink – Walsumermark Eichsfeldstr. – Schmachtendorf – Alsfeld – Ludwigshütte – OB-Sterkrade Bf – OLGA-Park – Neue Mitte Oberhausen – Oberhausen Hbf – Rehmer – Alstaden Fröbelplatz Linie verkehrt zwischen Sterkrade Bf und Oberhausen Hbf über die ÖPNV-Trasse Oberhausen | 60 min | STOAG (Wohlgemuth8)                                   |
| NE2   | NachtExpress: Schmachtendorf Heinrich-Böll-Gesamtschule – Walsumermark – KönigshardtFalkestr. – Alsbachtal – OB-Sterkrade Bf – OLGA-Park – Neue Mitte Oberhausen – Oberhausen Hbf – Dümpterkamp – Schlad Wehrstr. – Dümpten Linie verkehrt zwischen Sterkrade Bf und Oberhausen Hbf über die ÖPNV-Trasse Oberhausen           | 60 min | STOAG                                                 |
| NE3   | NachtExpress: OB-Sterkrade Bf – Osterfeld Mitte – OB-Osterfeld Süd Bf – Borbeck – Marienburgstraße – Oberhausen Hbf – Bebelstraße – Duisburg-Obermeiderich Bf – Alstaden Fröbelplatz | 60 min | STOAG (Urban Reisen1)                                 |
| NE4   | NachtExpress: OB-Sterkrade Bf – Biefangstraße – Holten Markt – OB-Holten Bf – Barmingholten → Waldhuck → Schmachtendorf Heinrich-Böll-Gesamtschule | 60 min | STOAG (Urban Reisen1)                                 |
| NE5   | NachtExpress: OB-Sterkrade Bf – Buschhausen Mitte – Stadtwerke – Lirich – Bero-Zentrum – Oberhausen Hbf | 60 min | STOAG                                                 |
| NE6   | NachtExpress: OB-Sterkrade Bf – Tackenberg – Rothebusch – Osterfeld Mitte – Neue Mitte Oberhausen – Oberhausen Hbf – Akazienstraße – Alstaden Ruhrpark Linie verkehrt zwischen OLGA-Park und Oberhausen Hbf über die ÖPNV-Trasse Oberhausen                                                                                   | 60 min | STOAG                                                 |
| NE7   | NachtExpress: OB-Sterkrade Bf – Klosterhardt – Tackenberg – KönigshardtFalkestr. – Walsumermark – Schmachtendorf Heinrich-Böll-Gesamtschule | 60 min | STOAG (Urban Reisen1)                                 |
| NE10  | OB-Sterkrade Bf – Schloss Oberhausen – Neue Mitte Oberhausen – Knappenmarkt – Oberhausen-Wehrstraße – Mülheim-Dümpten – Mülheim Hbf Nordeingang(←)/Dieter-aus-dem-Siepen-Platz(→) – Mülheim Stadtmitte – Schloß Broich – Broich – Saarn Alte Straße → Saarner Kuppe – Oemberg ← Saarn Lindenhof                               | 60 min | Ruhrbahn / STOAG (Urban Reisen1 Vehar Linienverkehr5) |
| NE11  | Essen Hbf – Rathaus Essen – Berliner Platz – Helenenstraße – Borbeck Süd Bf – Abzweig Aktienstraße – Bedingrade – Frintrop Unterstraße – Oberhausen-Neue Mitte Oberhausen – Ziesakplaza – Theater/Ebertbad – Oberhausen Hbf                                                                                                   | 60 min | Ruhrbahn / STOAG                                      |
| NE12  | OB-Sterkrade Bf – OLGA-Park – Neue Mitte Oberhausen – Oberhausen Hbf – Landwehr – Mülheim-Styrum – Mülheim-West → Eppinghofen → Dieter-aus-dem-Siepen-Platz → Mülheim Kaiserplatz – Friedrich-Ebert-Straße ← MH-Stadtmitte Linie verkehrt zwischen Sterkrade und Oberhausen Hauptbahnhof über die ÖPNV-Trasse Oberhausen.     | 60 min | STOAG / Ruhrbahn                                      |
| NE21  | NachtExpress: Oberhausen Hbf – Neue Mitte Oberhausen – OB-Osterfeld Süd Bf – Bottrop ZOB Berliner Platz Linie verkehrt zwischen OLGA-Park und Oberhausen Hbf über die ÖPNV-Trasse Oberhausen | 60 min | Vestische / STOAG (Urban Reisen, PM Reisen KG 2)      |

Legende
1 als Subunternehmer für die STOAG
2 als Subunternehmer für die Vestische
3 als Subunternehmer für die DVG
4 als Subunternehmer für DB Bahn – Rheinlandbus (BVR)
5 als Subunternehmer für die Ruhrbahn
6 als Subunternehmer für die NIAG
7 Linie verkehrt nicht in den Sommerferien
8 als Subunternehmer für die STOAG auf STOAG Bussen
Quelle: STOAG Stadtfahrplan Oberhausen 2019/20